# Phoradendron longissimum
Phoradendron longissimum är en sandelträdsväxtart som beskrevs av Kuijt. Phoradendron longissimum ingår i släktet Phoradendron och familjen sandelträdsväxter. Inga underarter finns listade i Catalogue of Life.